# 镇南道
镇南道，中华民国初期设置的道。
1913年2月置镇南道，治龙州府（今广西龙州县）。1914年袭置镇南道，治龙州县，属广西省。1916年9月设置三县：由茗盈、全茗、龙英三土州地析置龙茗县；由佶伦、结安、都结、镇远四土州地析置镇结县；由上思州、思陵二地析置思乐县。辖境约当今广西壮族自治区扶绥、崇左、宁明以西，那坡、靖西、天等以南地区。1928年废。